# كاثرين ريبيرو
كاثرين ريبيرو (بالفرنسية: Catherine Ribeiro)‏ (22 سبتمبر 1941 - 23 أغسطس 2024)، هي مغنية وممثلة فرنسية، ولدت في 22 سبتمبر 1941 بليون في فرنسا.

## وصلات خارجية
- كاثرين ريبيرو على موقع IMDb (الإنجليزية)
- كاثرين ريبيرو على موقع ألو سيني (الفرنسية)
- كاثرين ريبيرو على موقع ميوزك برينز (الإنجليزية)
- كاثرين ريبيرو على موقع أول موفي (الإنجليزية)
- كاثرين ريبيرو على موقع أول ميوزيك (الإنجليزية)
- كاثرين ريبيرو على موقع ديسكوغز (الإنجليزية)
- كاثرين ريبيرو على موقع قاعدة بيانات الفيلم (الإنجليزية)
- كاثرين ريبيرو على موقع كينوبويسك (الروسية)